# Мішель Сінсіннатюс Леконт
Жан-Жак Дессалін Мішель Сінсіннатюс Леконт — президент Гаїті у 1911–1912 роках. Був пра-праонуком Жана-Жака Дессаліна — лідера Гаїтянської революції та першого президента незалежного Гаїті. Його племінником був Жозеф Ларош — єдиний темношкірий пасажир Титаніка.
1911 року був обраний на семирічний термін на пост президента країни. Проте у серпні наступного року стався заколот, в результаті якого було захоплено Національний палац, а самого президента вбито разом із кількома сотнями солдат.